# Chrzest Chrystusa (obraz Andrei del Verrocchia)
Chrzest Chrystusa (wł. Battesimo di Cristo) – obraz olejny włoskiego rzeźbiarza i malarza renesansowego, przedstawiciela quattrocenta florenckiego Andrei del Verrocchia. Obraz przechowywany jest we florenckiej Galerii Uffizi.

## Autorzy obrazu
Obraz został wykonany na zlecenie klasztoru San Salvi z Florencji. Głównym autorem dzieła jest Verrocchio, ale w jego wykonaniu pomagali jego ówcześni uczniowie, m.in. Leonardo da Vinci i przypuszczalnie też Sandro Botticelli. Prace nad obrazem mogły rozpocząć się przed 1470 rokiem, a zakończyć około 1476 roku. Mistrz zaprojektował układ kompozycji oraz wykonał główne postacie Chrystusa i św. Jana Chrzciciela. Nieznany malarz (być może Francesco Botticini) namalował dłonie Boga Ojca na górze obrazu, palmę po lewej stronie i skalisty pejzaż po prawej stronie. Botticelli jest autorem twarzy anioła znajdującego się na drugim planie, widzianej frontalnie. Leonardo namalował anioła po lewej stronie, płynącą wodę obmywającą stopy Jezusa, kilka źdźbeł trawy oraz przemalował postać Chrystusa i zamglony krajobraz.
Z 1478 roku pochodzi rysunek Leonarda, uważany za szkic głowy anioła do obrazu.
Według anegdoty podanej przez Vasariego po tym, jak Verrocchio namalował anioła z prawej strony, uznał wyższość swojego ucznia Leonarda, po czym porzucił całkowicie malarstwo.
Na obrazie widoczny jest ślad odciśnięty przez szatę jednego z malarzy oraz ślady palców i dłoni, prawdopodobnie należących do Leonarda. Palcami wygładzano warstwy farby olejnej o niskiej pigmentacji, użyte do namalowania postaci Jezusa i krajobrazu.

## Tematyka obrazu
Obraz przedstawia Jezusa stojącego w rzece Jordan, którego chrzci św. Jan. Św. Jan ma wychudłą twarz. Jezus wykazuje pokorę, jego twarz jest niemal brzydka. Obok klęczy dwoje aniołów, trzymając w rękach zdjęte szaty. Anioł po lewej stronie jest skierowany w stronę świętego źródła. Jego postać harmonizuje kompozycję. Głowa anioła jest uniesiona do góry i zwrócona w prawo, twarz ukazano z profilu. Wyraźnie podkreślenie wygięcie nosa, ukazanie gałki ocznej wysuniętej spomiędzy powiek, ostre zaznaczenie fałdy karku oraz aureola wykazują zależność od stylu Verrocchia.
Nad postaciami znajduje się gołębica symbolizujący Ducha Świętego, a nad nim widoczne są rozpostarte dłonie Boga Ojca. Gołębica przepędza drapieżnika, symbolizującego zło. Po lewej stronie rośnie palma, symbolizująca zbawienie i życie wieczne.
Obraz namalowano farbami olejnymi. Technika ta była stosunkowo nowa wśród florenckich malarzy, do Włoch dotarła za sprawą flamandzkiego malarza Huga van der Goesa.